# Vegueria de Montblanc
| \| \| 1163 — 1716 \| → \| |                             |   |
|                           |                             |   |
| Capital                   | Montblanc                   |   |
| Període històric          | Edat mitjana - Edat Moderna |   |
| • Establiment             | 1163                        |   |
| • Decrets de Nova Planta  | 1716                        |   |
|                           | 1163 — 1716                 | → |

La Vegueria de Montblanc era una antiga demarcació administrativa de Catalunya que existí des del 1163 fins als Decrets de Nova Planta del 1716. Tal com diu el nom, la capital era la vila ducal de Montblanc.
En el moment de l'organització formal (segle xiii), la vegueria comprenia 71 llocs, com són:
- la Conca de Barberà (excepte la rodalia de Santa Coloma de Queralt i el sector de Senan, Vimbodí i Poblet i Vallclara)
- el vessant esquerre de la vall del riu Corb (de Vallfogona de Riucorb a Belianes)
- a les Garrigues: L'Espluga Calba, L'Albi i Cervià
- el Priorat
- a la Ribera d'Ebre: Vinebre, Garcia, Móra la Nova i Tivissa)
- el sector nord del Camp de Tarragona, més Vandellòs i l'Hospitalet de l'Infant al sud.

L'única part independent des de 1383 fou la sotsvegueria de Sarral que fou concedida el 19 de març de 1308 per Jaume II i que tenia sota possessió 7 viles entre d'altres Forés, Torlanda, Conesa i fins arribà a Vallfogona de Riu Corb.
"Sigui a tothom notori com havent-se arribat al plet entre la Universitat de Montblanc, d'una part, i la Universitat de la Vila de Sarral i el seu Batlle, de l'altra part, sobre el fet d'intentar el Veguer de Montblanc tenir competència en tota qüestió criminal que es ventilés en territori de Sarral; Nos Jaume, per la gràcia de Déu, Rei d'Aragó, València, Sardenya i Còrsega i Comte de Barcelona, havent oit i examinat una per una les raons que es proposen, considerant que la vila de Sarral és tocant als límits jurisdisccionals de la Vegueria de Montblanc; i considerant que dita Vila de Sarral compta amb veïns de prestigi i d'influència, que al vegada podrien ser oprimits i maltractats si no hi fos present un Oficial dels nostres, ordenem i manem que en dita Vila de Sarral hi hagi un Sotsveguer, qui deu ser instituït pel Veguer de Montblanc i judicar en nom seu totes les causes civils i criminal, i imposar sancions, a excepció del cas que el reu sigui agafat en el mateix lloc de crim i la causa no hagi estat iniciada. En virtut d'aquesta concecció no intentem pas minvar la jurisdicció del de Montblanc de cap manera. Declarem també que el Veguer de Montblanc sigui sempre present a la Vila, de qualsevulla manera que sigui, àdhuc hagin estat ja iniciades. Declarem igualment que el Veguer de Montblanc pot obligar els homes de Sarral i el seu Batlle a estar subjectes a un altre delegat, però amb la condició que la causa es vegi a Sarral. Donat a Barcelona al dia 19 de març de 1308".
Document de donació de la Sotsvegueria de Sarral. Arxiu de la Corona d'Aragó.

Al segle xiv, el sector sud de la vegueria, això és la Ribera d'Ebre i el Priorat, van ser agregats a la Vegueria de Tortosa, però al segle xviii tornaven a ser de la vegueria de Montblanc. Limitava a l'est amb les vegueries de Tarragona i de Vilafranca, al nord amb les de Cervera i de Tàrrega, i a l'oest amb les de Lleida i de Tortosa.
Amb els Decrets de Nova Planta, les vegueries foren eliminades i la zona fou incorporada al Corregiment de Tarragona, dins el qual formà l'Alcaldia Major de Montblanc, una de les dues en què aquest fou dividit.

## Veguers de Montblanc
- Pere Berenguer de Vilafranca, primer veguer (1163 - ?)
- Berenguer de Vilafranca
- Joan Peris i Sabata, 1278
- Guillem de Castellvell, (1281 - 1287)
- Berenguer de Montbui, 1298
- Pere Monistrol, 1308
- Pere de Montpeó, 1319
- Berenguer de Masdovelles (1388 - 1399)
- Lluís de Comelles, 1456
- Miquel de Bordell, 1461
- Joan Mediona, 1488
- Jaume de Conesa, 1503
- Joanot de Guimerà, 1535
- Acard de Llordat, 1559
- Joan de Castellví i Roig, 1576
- Lluís de Desclergue, 1581
- Joan Bregós, 1585
- Josep de llordat i de Salgueda (1607 - 1608)
- Hortensi de Castellví i d'Ermengol
- Francesc de Castellví i de Peguera (1627 - 1631)
- Guillem Arnau de Llordat (1633 - 1635)
- Hortensi de Castellví i de Torrelles, 1640
- Joan de Giminells i Mascaró, 1644
- Josep de Ricart, 1646
- Francesc Aguiló i Milarnau (1653 - 1654)
- Ignasi de Castellví i de Ponç, 1677
- Bernat de Folcràs, 1685
- Macià Mestre, 1704
- Antoni de Torres, 1707
- Joan Serra
- Joan Escursa (? - 1714)